# Tetragastris mucronata
Tetragastris mucronata là một loài thực vật có hoa trong họ Burseraceae. Loài này được (Rusby) Swart miêu tả khoa học đầu tiên năm 1942.